# POLRAD

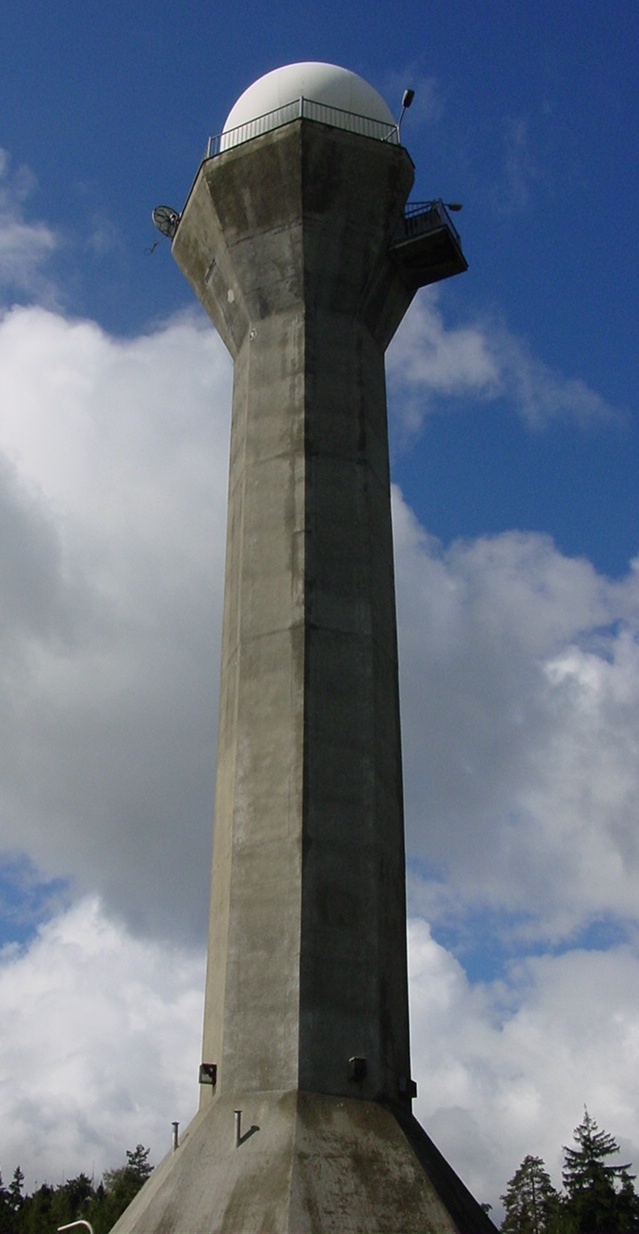
Wieża radaru meteorologicznego Ramża k. Katowic (wysokość ok. 35 m)

POLRAD – polska sieć radarów meteorologicznych, naziemnych urządzeń teledetekcyjnych dokonujących monitoringu struktury oraz przemieszczania się obiektów meteorologicznych w troposferze w zasięgu kilkuset kilometrów (w tym opadu na powierzchnię ziemi). Pomiary te stanowią ważne źródło danych wejściowych do numerycznych modeli meteorologicznych i hydrologicznych.

## Wyposażenie i parametry techniczne
Sieć POLRAD składa się z ośmiu radarów produkcji Gematronik (Niemcy). Są to radary dopplerowskie, pracujące w zakresie C (ok. 5,5 GHz), typów Meteor 360AC, 500C i 1500C. W 2009 roku rozpoczęto stopniową wymianę radarów na radary podwójnie spolaryzowane (dual polarization) Meteor 1600C – nową generację radarów meteorologicznych, o znacznie zwiększonych możliwościach pomiarowych, także w zakresie ich jakości.
Podstawowe parametry radarów typu Meteor (producent: Selex SI Gematronik):
| Typ                                            | Meteor 360AC | Meteor 500C  | Meteor 1500C | Meteor 1600CDP           | Meteor 735CDP10                                  |
| ---------------------------------------------- | ------------ | ------------ | ------------ | ------------------------ | ------------------------------------------------ |
| średnica anteny (m)                            | 4,2          | 4,2          | 4,2          | 4,2                      | 4,1                                              |
| dokładność pozycji anteny (°)                  | 0,1          | 0,1          | 0,1          | 0,1                      | 0,05                                             |
| nadajnik                                       | magnetron    | magnetron    | klistron     | klistron                 | magnetron z półprzewodnikowym przełączaniem IGBT |
| poziom szumów (dB)                             | 4            | 2            | 2            | 3                        | 2                                                |
| zakres dynamiki (dB)                           | 85           | 95           | 95           | 105                      | 118                                              |
| typ procesora sygnału radarowego               | RVP6         | Aspen DRX    | Aspen DRX    | Aspen GDRX               | GDRX® 5                                          |
| szerokość wiązki (°)                           | 1            | 1            | 1            | 1                        | 1                                                |
| polaryzacja                                    | liniowa poz. | liniowa poz. | liniowa poz. | podwójna (poz./pion.)    | podwójna (poz./pion.)                            |
| moc wysyłanego impulsu (kW)                    | 250          | 250          | 250          | 250                      | 400                                              |
| szerokość impulsu (długi/krótki) (μs)          | 0,85 / 2,0   | 0,83 / 2,0   | 0,85 / 2,0   | 0,67 / 0,83 / 1,67 / 3,3 | 0,33 –3,3                                        |
| pasmo częstotliwości (GHz)                     | 5,45 – 5,825 | 5,42 – 5,82  | 5,60 – 5,65  | 5,60 – 5,65              | 5,635 – 5,65                                     |
| częstotliwość powtarzania impulsów PRF (Hz)    | 250 / 1200   | 250 / 1200   | 250 / 1200   | 250 / 1300               | 250 – 2400                                       |
| rozdzielczość danych (bity)                    | 4            | 8            | 8            | .                        |                                                  |
| Maksymalna prędkość dopplera (m/s)             |              | 47,8         | 47,8         | 47,8                     | 128                                              |
| Zasięg skanowania klasyczny/doppler (km)       | 250 / 125    | 250 / 125    | 250 / 125    | 250 / 125                | 250 / 125                                        |
| Skan atmosfery klasyczny/doppler (min)         | 10 / 10      | 10 / 10      | 10 / 10      | 10 / 10                  | 5 / 5                                            |
| Rozdzielczość danych klasyczny/doppler (km/px) | 1 / 0,5      | 1 / 0,5      | 1 / 0,5      | 1 / 0,5                  | 0,5 / 0,5                                        |
| Zysk kierunkowy (dB)                           |              |              |              |                          | 45                                               |

## Organizacja systemu
Radary zakupiono z kredytu Banku Światowego dla Polski. Swym zasięgiem obejmują cały kraj. Operatorem radarów jest Instytut Meteorologii i Gospodarki Wodnej, w ramach którego działa Ośrodek Teledetekcji Naziemnej, nadzorujący pracę operacyjną radarów meteorologicznych i innych systemów teledetekcyjnych, oraz prowadzący prace o charakterze badawczym. Według procedury standardowej, określonej w rozporządzeniu ministra środowiska, obowiązkiem IMGW jest wykonywanie zdjęcia co godzinę.

## Udostępniane dane publiczne
Dane z sieci POLRAD, obrazowane w postaci map pola opadu (produkt radarowy CMAX), są dostępne w rozdzielczości czasowej co 5 minut na stronie: meteo.imgw.pl oraz na stronie awiacja.imgw.pl przeznaczonej dla awiacji razem z rozmieszczeniem radarów i animacją ostatnich 5 godzin zachmurzenia i opadów.
Na stronie meteo.imgw.pl dane są prezentowane na podkładach mapowych OSM oraz na stronie: radar-opadow.pl od lipca 2017 r. są dostępne następujące produkty radarowe:
- CMAX – odbiciowość maksymalna,
- CAPPI – odbiciowość na wysokości 1 km n.p.m.,
- SRI – natężenie opadu,
- EHT – wysokość wierzchołków echa radarowego,
- PAC – suma opadu 1 h,
- ZHAIL – prawdopodobieństwo wystąpienia gradu.

## Dodatkowe inicjatywy prywatne
Latem 2020 r. programiści Polskich Łowców Burz stworzyli stronę daneradarowe.pl/, na której dostępny jest produkt radarowy PPI – rozkład odbiciowości / wiatru radialnego na pojedynczej elewacji. Dane te są prezentowane ze skanu dopplerowskiego (125km) oraz klasycznego (250km) dla każdego radaru z osobna.
Wiosną 2023 r. miała miejsce premiera nowej wersji strony daneradarowe.pl/ na której dodane zostały nowe produkty radarowe. Dodano m.in. CAPPI 1-8 km oraz CMAX dla każdego radaru oraz mapę zbiorczą dla całej Polski. Nowością jest też aktualizacja danych z częstotliwością 5 min dla radarów po modernizacji.

## Rozmieszczenie elementów systemu
| Radar \ Typ    | Lokalizacja                                                | Meteor 360AC    | Meteor 500C       | Meteor 1500C            | Meteor 1600CDP                            | Meteor 735CDP10 |
| -------------- | ---------------------------------------------------------- | --------------- | ----------------- | ----------------------- | ----------------------------------------- | --------------- |
| Legionowo      | k. Warszawy 52°24′19″N 20°57′40″E/52,405278 20,961111      |                 |                   | 25.09.2002 - 16.05.2022 |                                           | 05.08.2022–     |
| Świdwin        | k. Szczecina 53°47′44″N 15°50′13″E/53,795556 15,836944     |                 | 2003 - 30.08.2022 |                         |                                           | 07.10.2022–     |
| Rzeszów        | Lotnisko Rzeszów 50°06′53″N 22°01′28″E/50,114722 22,024444 |                 |                   | 2003 - 2015             | 2015 - 10.10.2022                         | 27.10.2022–     |
| Poznań (radar) | 52°24′48″N 16°47′43″E/52,413333 16,795278                  |                 | 2003 - 02.11.2022 |                         |                                           | 25.11.2022–     |
| Użranki        | k. Mrągowa 53°51′23″N 21°24′42″E/53,856389 21,411667       |                 |                   |                         |                                           | 05.04.2023-     |
| Ramża          | k. Katowic 50°09′05″N 18°43′30″E/50,151389 18,725000       | 1996 - 2010     |                   |                         | 2011 - 27.02.2023                         | 25.04.2023–     |
| Pastewnik      | k. Jeleniej Góry 51°42′22″N 16°41′40″E/51,706111 16,694444 | 04.09.2000-2009 |                   |                         | 2009 - 02.01.2016 01.12.2016 - 25.04.2023 | 16.06.2023–     |
| Góra św. Anny  | 50°27′44″N 18°09′04″E/50,462222 18,151111                  |                 |                   |                         |                                           | 28.11.2023–     |
| Brzuchania     | k. Krakowa 50°23′39″N 20°05′00″E/50,394167 20,083333       |                 | 2004 - 06.12.2022 |                         |                                           | 18.12.2023–     |
| Szemud         | k. Gdyni 54°30′01″N 18°16′25″E/54,500278 18,273611         |                 |                   |                         |                                           | 27.03.2024–     |
| Gdańsk         | Lotnisko Gdańsk 54°23′03″N 18°27′23″E/54,384167 18,456389  |                 |                   | 2003 - 27.03.2024       |                                           |                 |

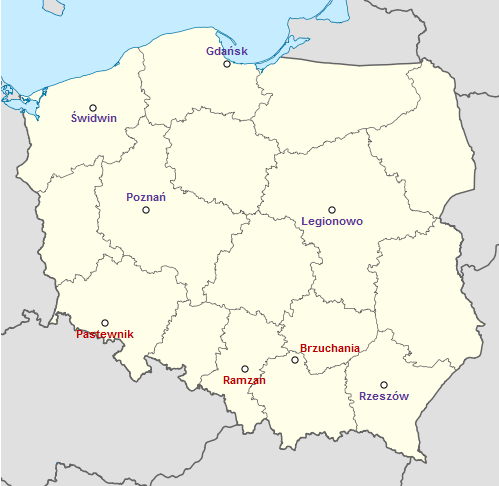
Rozmieszczenie radarów meteorologicznych sieci POLRAD

W 2017 r. stacje pomiarowe oraz radary meteorologiczne państwowej służby hydrologiczno-meteorologicznej zostały zrównane statusem z budowlami przeciwpowodziowymi, co - jak wskazano w odpowiedzi na interpelację poselską - umożliwia skrócenie postępowań administracyjnych w celu wydawania decyzji lokalizacyjnych oraz przyspieszenie procesu uzyskiwania wymaganych prawnie pozwoleń.
W 2019 r. Polska otrzymała pożyczkę z Banku Światowego na sfinansowanie kosztów Projektu Ochrony Przeciwpowodziowej w Dorzeczu Odry i Wisły i zamierza przeznaczyć część środków z tej pożyczki na płatności związane z kontraktem pn.: Modernizacja sieci radarów meteorologicznych POLRAD. Dzięki tej inwestycji wszystkie radary zostaną wymienione na nowe magnetronowe z funkcjonalnością pomiarów w podwójnej polaryzacji. Dodatkowo zostaną wybudowane 2 nowe radary na Górze Św. Anny w woj. opolskim oraz w miejscowości Użranki w woj. warmińsko-mazurskim niedaleko Mrągowa.
6 listopada 2020 r. podpisano umowę na modernizację sieci radarowej pomiędzy IMGW a INSTAL WARSZAWA S.A. i LEONARDO Germany GmbH (Selex SI Gematronik). Modernizacja potrwa do 2023r.

## Literatura
- Moszkowicz S., Tuszyńska I., Meteorologia radarowa, IMGW, Warszawa 2003.
- Szturc J., Teledetekcja satelitarna i radarowa w meteorologii i hydrologii, ATH, Bielsko-Biała 2004.
- https://piu.org.pl/public/upload/ibrowser/seminarium%20powodziowe/Radar%20meteorologiczny.pdf